# Cailly-sur-Eure
Cailly-sur-Eure es una localidad y comuna francesa situada en la región de Alta Normandía, departamento de Eure, en el distrito de Les Andelys y cantón de Gaillon-Campagne.

## Demografía
| 146 | 159 | 178 | 181 | 191 | 233 |
| Para los censos de 1962 a 1999 la población legal corresponde a la población sin duplicidades (Fuente: INSEE [Consultar]) |     |     |     |     |     |